# 요한 고틀리프 피히테
요한 고틀리프 피히테(Johann Gottlieb Fichte, 1762년 5월 19일 - 1814년 1월 27일)는 독일 철학자이다. 헤겔, 프리드리히 셸링과 더불어 독일 관념론을 대표하는 사상가이다. 철학사적으로는 지식학(Die Wissenschaftslehre)을 주로 하였으며 칸트의 비판철학의 계승자 또는 칸트로부터 헤겔에로의 다리 역할을 한 철학자로 인정되고 있다.
단지 일반적으로는 통속철학의 저작이 유명하게 된 경우가 많아 당시 나폴레옹 1세에 점령되어 있던 베를린에서 행한 교육 등에 관한 강의록의 강의자로서 유명하게 되었다.

## 생애
피히테는 가난한 삼베직인의 아들로 태어나 예나 대학 신학과에 입학하였다. 그 후 라이프치히 대학으로 전학하였고, 졸업 후 가정교사 시절에 저술한 《종교와 이신론(理神論)에 관한 아포리즘》(1790)은 바뤼흐 스피노자의 결정론의 영향을 받았으나, 1791년에 이마누엘 칸트 철학을 알게 됨에 따라, 특히 실천이성의 자율과 자유 사상에서 결정적인 영향을 받았다.
그 후 칸트를 찾아 쾨니히스베르크로 갔고, 그의 주선으로 《모든 계시의 비판 시도》(1792)를 익명으로 출판하였는데, 사람들은 칸트의 저서로 알고 있었으나, 칸트 자신의 정정과 천거에 의해 피히테의 명성이 알려졌다.
1792년에 예나대학의 교수가 되었고, 1793년 요하나 한(Johaanna Hahn)과 결혼하고 1797년에 [지식학]에 대해서 몇 가지 중요한 논고를 발표하였다. 1798년 철학잡지에 포르베르크의 논문에 서문으로 발표한 《신의 세계지배에 대한 우리들의 신앙 근거에 관하여》라는 논문이 무신론이라는 의혹을 받아, 무신론 논쟁을 야기시켰으며, 결국 1799년 예나대학에서 물러나게 되었다.
그 후 베를린에서 슐레겔 형제를 비롯하여 낭만파 사람들과 교유하였고, 사상적으로는 신비적·종교적 색채를 더해 갔으나, 동시에 시국 정치문제에도 활발한 발언을 시도하였고, 특히 나폴레옹 전쟁에서 패한 프로이센의 위기에 처하여 행한 "독일 국민에게 고함"(Reden an die Deutsche Nation, 1807년 ∼ 1808년)이란 강연은 너무나 유명하다.
종군간호사가 된 부인에게서 옮은 발진티푸스에 감염되어 죽었다.

## 참고 문헌
- 피히테 『지식학의 기초』 / 김재호 pdf
- 박근갑 : 자료 정선 1. 피히테의 '주체 물음'과 동아시아 변용:요한 고트리프 피히테, 『학자의 사명을 설명하는 몇 차례 강의』[깨진 링크(과거 내용 찾기)] (pdf)
- 이예안 : 자료 정선 2. 스기타니 다이잔 역,『인간천직론:인생해결』[깨진 링크(과거 내용 찾기)] (pdf)
- 강광문 : 자료 정선 3. 량치차오,『피히테의 인생천직론 논평』[깨진 링크(과거 내용 찾기)] (pdf)